# Adipicola
Genre
Adipicola est un genre de mollusques bivalves marins de la famille des Mytilidae.

## Liste d'espèces
Selon ITIS (5 déc. 2020) :
- Adipicola simpsoni  (Marshall, 1900)

Selon World Register of Marine Species (5 déc. 2020) :
- Adipicola crypta (Dall, Bartsch & Rehder, 1938)
- Adipicola dubia (Prashad, 1932)
- Adipicola iwaotakii (Habe, 1958)
- Adipicola leticiae Signorelli & Crespo, 2017
- Adipicola longissima (Thiele, 1931)
- Adipicola osseocola Dell, 1987
- Adipicola pacifica (Dall, Bartsch & Rehder, 1938)
- Adipicola pelagica (Forbes in Woodward, 1854)
- Adipicola projecta (Verco, 1908)